# Sistema elettrico della Corsica
Il sistema elettrico della Corsica è unico in quanto la Corsica fa parte delle aree insulari non interconnesse alla rete elettrica metropolitana francese (ZNI), che hanno una legislazione specifica sulla produzione e distribuzione di elettricità.
Essendo elettricamente isolate, le aree insulari devono esse stesse produrre tutta l'elettricità che consumano in ogni momento. La situazione in Corsica è leggermente diversa poiché gode di una parziale interconnessione con l'Italia (terraferma) e la Sardegna.
Negli ultimi 10 anni, il consumo di elettricità in Corsica è aumentato in media del 3,6% all'anno. Per questo motivo, la rete deve essere rinnovata per sviluppare la sua produzione. Inoltre, il consumo di elettricità in Corsica è molto stagionale e strettamente legato al clima (riscaldamento (24%) in inverno o aria condizionata (13%) in estate).
In Corsica, l'alimentazione proviene principalmente da 3 fonti: la produzione termica, idraulica e le interconnessioni. Ad eccezione del 4% di energie rinnovabili, diverse dall'energia idroelettrica, tutta l'energia prodotta in Corsica è fornita da EDF.

## Le diverse modalità di produzione

### Produzione termica
Nel 2011, metà dell'energia elettrica prodotta in Corsica proveniva da centrali termoelettriche. L'isola ha due impianti situati vicino ai due principali centri di consumo:
- la centrale del Vazzio, vicino ad Ajaccio, con una potenza installata di 132,3 MW (alternatori azionati da motori diesel);
- lo stabilimento Lucciana, nei pressi di Bastia, con una potenza installata di 128 MW (alternatori da 18,3 MW ciascuno azionati da 7 motori diesel). Potrà funzionare a gas naturale non appena sarà disponibile sull'isola (collegamento della Corsica al futuro gasdotto Galsi).

### Produzione idroelettrica

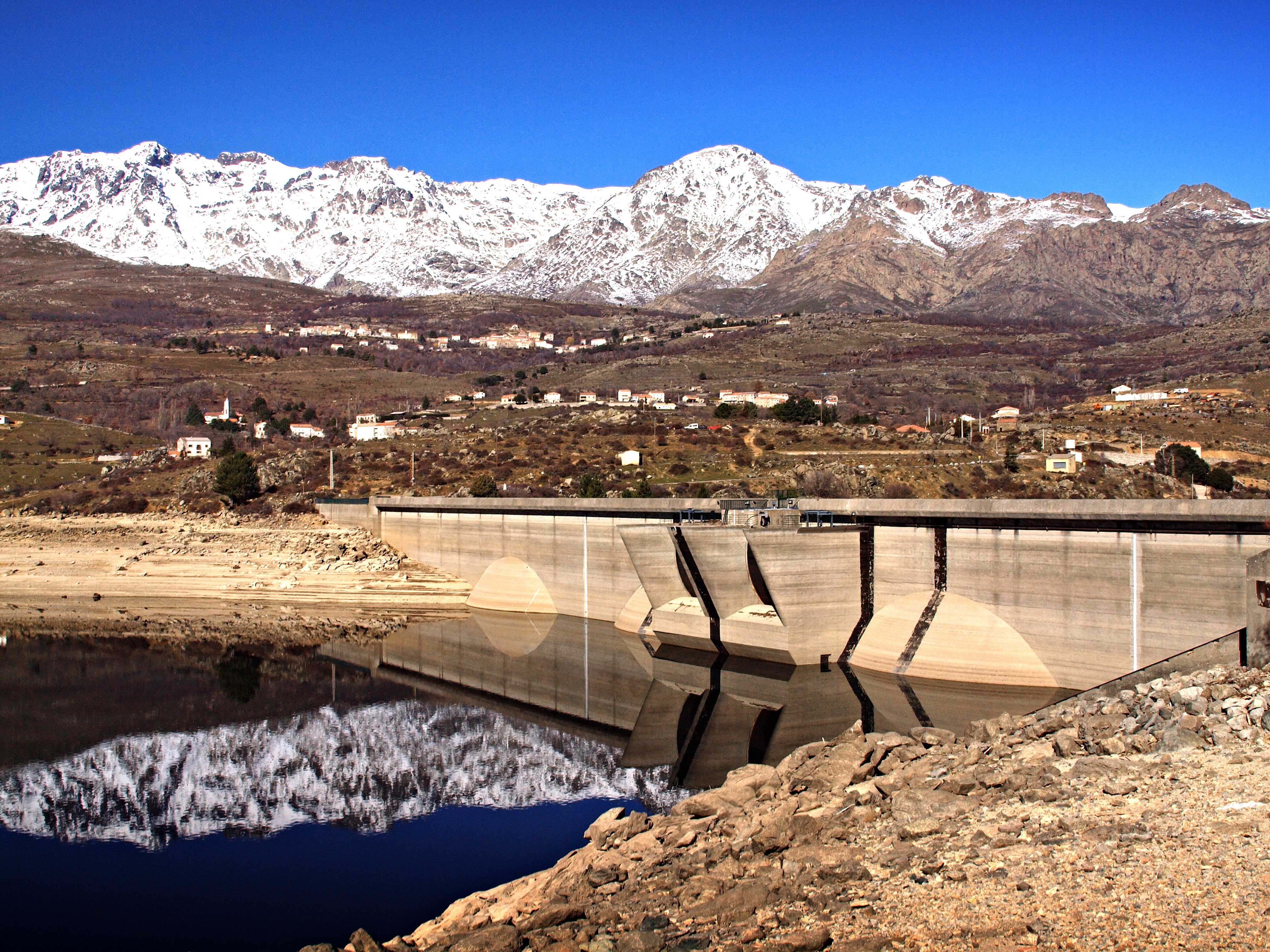
Vista a monte della diga di Calacuccia

In media, l'energia idroelettrica rappresenta dal 20 al 25% del consumo di energia elettrica corso. Questa produzione, gestita da EDF, proviene da 3 dighe e 7 centrali idrauliche situate nelle valli del Golo, del Fium’orbu e del Prunelli:
- la pianificazione del Golo, con la centrale di Sovenzia (circa 15 MW) utilizza l'acqua del Tavignano; la diga di Calacuccia rifornisce gli impianti di Corscia (13 MW) e Castirla (circa 28 MW);
- la pianificazione del Fiumorbo, con la diga di Sampolo, fornisce la centrale idroelettrica Lugo-di-Nazza (43 MW);
- la pianificazione del Prunelli, con la diga di Tolla, fornisce successivamente gli impianti di Tolla (15 MW), Ocana (15 MW) e Vanna Bridge (8 MW).

Al fine di soddisfare il consumo di energia elettrica in Corsica, che aumenta di circa il 3% all'anno, e in particolare per far fronte ai picchi di consumo (9: 00-13: 00 e 17: 00-22: 00), EDF si è impegnata nella costruzione di una nuova diga sul Rizzanese, a sud dell'isola, con una potenza installata di 55 MW, che produrrà circa 80 GWh all'anno; questa è stata inaugurata il 17 giugno 2013; una prima turbina era già stata collegata alla rete nel febbraio 2013 e la piena messa in servizio della struttura è stata completata entro la fine del 2013. Il parco idroelettrico di EDF in Corsica ora rappresenta 200 MW, ovvero il 25% della capacità di generazione installata, e la percentuale di energie rinnovabili raggiunge il 30%.

### Eolico, fotovoltaico e biogas
Oltre all'energia idroelettrica, che rappresenta il 90% della produzione rinnovabile corsa, altre fonti di energia rinnovabile vengono sfruttate sull'isola:
- Il biogas, con la centrale di Sivu (1,7 MW);
- L'eolico, con tre parchi eolici (18 MW) che operano sull'isola;
- Il fotovoltaico, con l’ordine di 80 MWc di pannelli fotovoltaici collegati alla rete EDF a fine 2012. Parco di Poggio di Venaco lungo la RT 50.

## Rete elettrica

### Rete elettrica della Corsica
La rete elettrica della Corsica è costituita alla fine del 2012 da:
- 976,8 km di linee ad alta tensione (HTB) di cui 158 km di rete aerea a 200 kV, 31,2 km di rete sotterranea a 150 kV, 6,8 km di rete sottomarina a 150 kV, 753,1 km di rete aerea a 90 kV e 27,7 km di rete sotterranea a 90 kV ;
- 5 115 km di linee a media tensione (HTA : 20 kV) di cui 1909 km in sotterranea,
- 5 035 km di linee a bassa tensione (BT : 220 V) di cui 1933 km in sotterranea.

### Interconnessione

Mappa della linea HVDC "SACOI", da Suvereto sulla costa italiana, attraverso la stazione Lucciana in Corsica, alla stazione di conversione Codrongianos in Sardegna, febbraio 2011

L'interconnessione alle reti elettriche continentali è realizzata attraverso due collegamenti in cavo sottomarino:
- un diritto di prelievo di 50 MW sul collegamento Sardegna-Corsica-Italia (SACOI), linea italiana a corrente continua HVDC che connette la terraferma da Suvereto in Toscana a Codrongianos in Sardegna dal 1987. L’energia elettrica transita dalla stazione di conversione ”corrente continua/corrente alternata” di Lucciana, al fine di essere resa disponibile nella rete corsa;
- l'interconnessione Sardegna-Corsica (Sarco), collegamento in corrente alternata messa in servizio il 31 gennaio 2006 che collega la rete elettrica sarda da Santa-Teresa alla rete corsa alla postazione di Bonifacio. La potenza iniziale di 50 MW ha poi conosciuto un accrescimento della capacità di transito, raggiungendo gli 80 MW a novembre 2007 e 100 MW a fine 2010.

Queste interconnessioni con l’Italia permettono di utilizzare indirettamente l'elettricità prodotta in Francia, poiché nel 2018, l'Italia ha importato 18,5 TWh/anno dal paese transalpino.

## Progetti in corso
GALSI: La Corsica vuole essere rifornita di gas naturale attraverso il futuro gasdotto GALSI, che dovrà collegare l'Algeria all'Italia attraverso la Sardegna. Per questo, EDF e GRTgaz hanno finanziato la ricerca di fattibilità.
Allo stesso tempo, l’elettrico si è preparato per essere in grado di modificare i suoi impianti in modo che possano alimentarsi a gas naturale quando sarà possibile, limitando così i loro effetti sull'ambiente e aumentandone la produttività.
La Corsica, che si è prefissata l'obiettivo di raggiungere l'indipendenza energetica entro il 2050, è il primo territorio francese ad avere un "programma pluriennale di energia" (PPE) per il periodo 2016-2023 con un budget complessivo di oltre 3 miliardi di euro. I suoi principi sono stati fissati nel dicembre 2015: raddoppiare l'efficienza energetica, aumentare la quota di energie rinnovabili dal 30 à 40 % e convertire i due impianti termici in gas naturale. Il PPE dettagliato è stato votato alla fine di giugno 2016: sviluppo di energie rinnovabili con un obiettivo di 94 MW (piccoli impianti idroelettrici, settore energetico del legno, parchi eolici e impianti fotovoltaici accoppiati a batterie di accumulo); programma di rinnovamento energetico delle abitazioni collettive e individuali al ritmo di 7 000 operazioni annue contro le poche decine attuali; la centrale di Lucciana, che funziona a gasolio leggero, passerà al gas naturale entro il 2023, il tempo di costruire una chiatta al largo della pianura orientale per accogliere i vettori di GNL; il gas verrà quindi convogliato ad Ajaccio, dove verrà ricostruito l'impianto di Vazzio per funzionare a gas.